# Günter Scheel (Archivar)

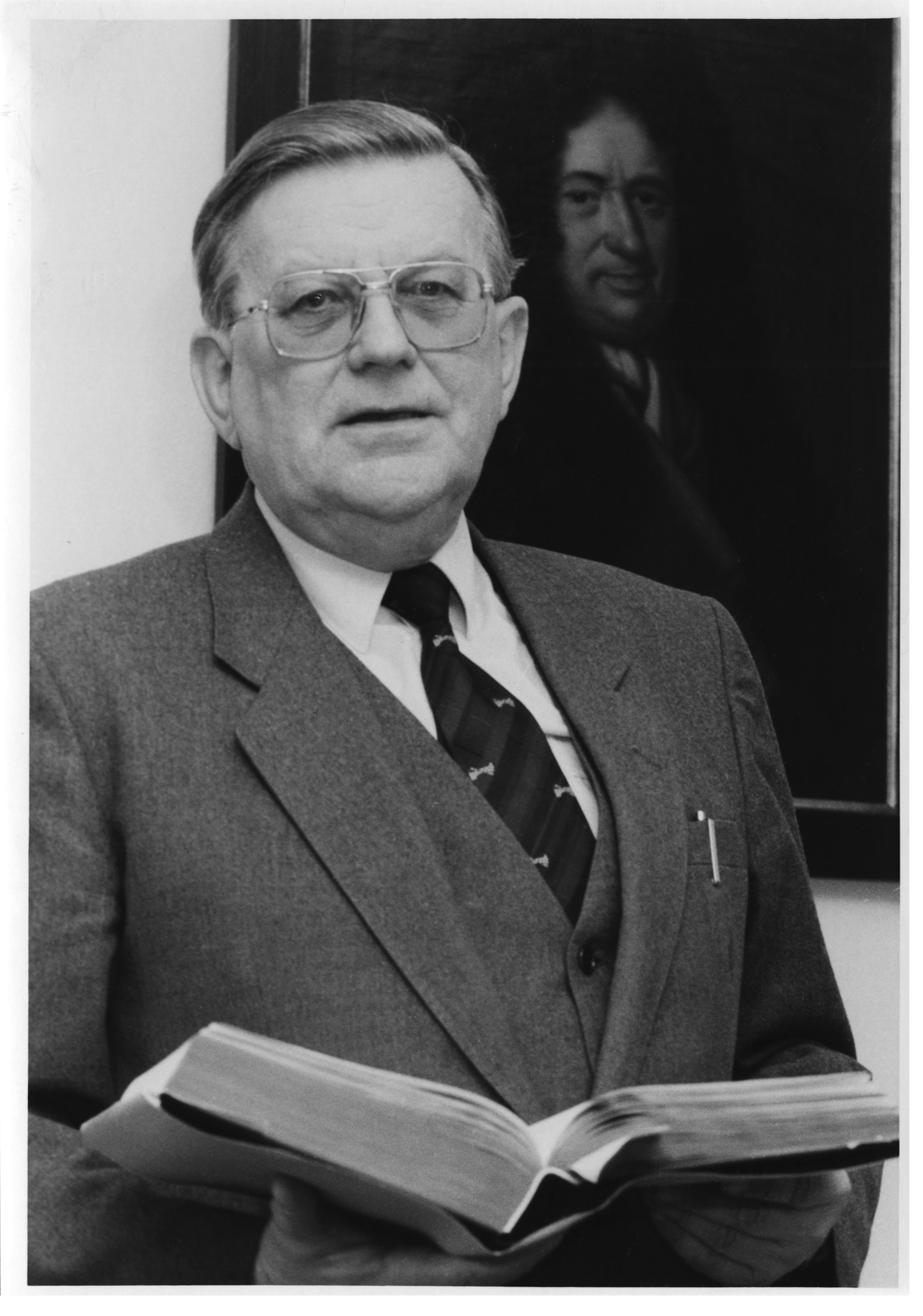
Günter Scheel (2013)

Günter Scheel (* 9. Februar 1924 in Rathenow; † 26. September 2011 in Tutzing) war ein deutscher Historiker, Archivar, Autor und Herausgeber. Von 1979 bis 1989 war er Direktor des Niedersächsischen Staatsarchivs Wolfenbüttel. Schwerpunkte seiner Forschungstätigkeit waren Leben und Werk des Universalgelehrten Gottfried Wilhelm Leibniz sowie die hannoversche und braunschweigische Landesgeschichte.

## Leben und Werk
Scheel wuchs in Rathenow auf, wo er die Realschule abschloss. Im 15. Lebensjahr wechselte er an das Lehrerbildungsseminar in Zühlsdorf (Pommern), wo er das Abitur ablegte. Im Alter von 17 Jahren wurde er zum Reichsarbeitsdienst verpflichtet. Durch Arbeiten in den Sümpfen am Peipussee erkrankte er so schwer, dass er als wehruntauglich eingestuft wurde. Er war kurze Zeit als Lehrer an einer Grundschule in Cottbus tätig und nahm 1943 ein Studium der Geschichte, Germanistik und Philosophie an der Humboldt-Universität zu Berlin auf. Zu seinen akademischen Lehrern gehörten der Historiker und ehemalige Lübecker Archivar Fritz Rörig sowie die Historiker Friedrich Meinecke, Fritz Hartung und Friedrich Baethgen. Von 1950 bis 1952 war er wissenschaftlicher Assistent bei Fritz Rörig. Scheel wurde 1952 bei dem Verfassungshistoriker Fritz Hartung promoviert. Er war seit 1952 an der Berliner Akademie der Wissenschaften tätig, wo er unter der Leitung Kurt Müllers die kritische Ausgabe der Schriften und Briefe Gottfried Wilhelm Leibniz’ betreute. Im Jahre 1957 erschien Band 6 des Allgemeinen, politischen und historischen Briefwechsels.

### Tätigkeit am Hauptstaatsarchiv Hannover

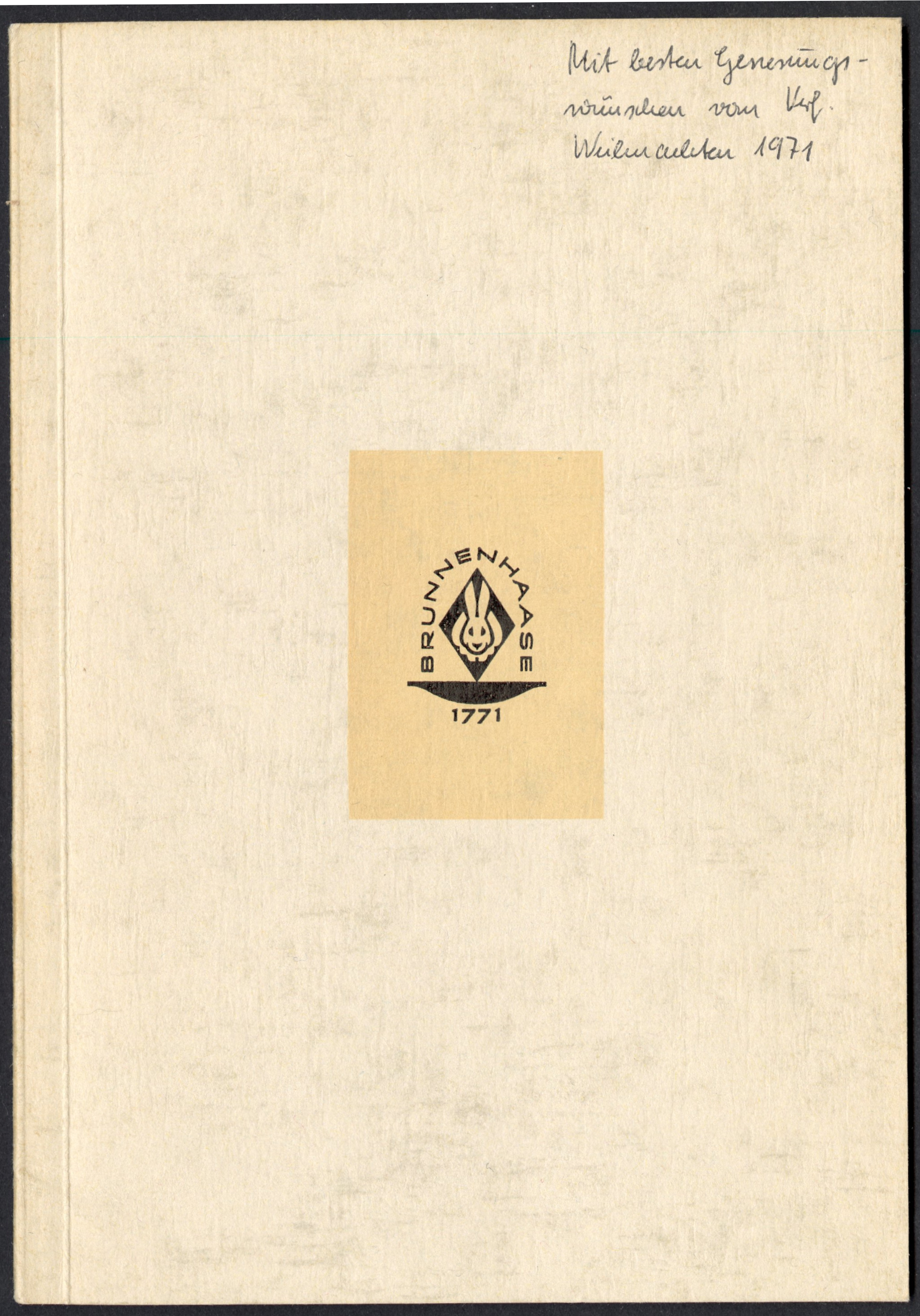
Handschriftliche Widmung Scheels zu „Weihnachten 1971“;
auf dem Titelumschlag seiner Jubiläumsschrift zu Brunnenhaase

Scheel wechselte 1961 an die von Rudolf Grieser geleitete Niedersächsische Archivverwaltung Hannover. Er absolvierte die Ausbildung für den höheren Archivdienst mit Stationen in Osnabrück, Hannover und Marburg. Das Examen an der Archivschule Marburg legte er im März 1964 ab und arbeitete anschließend als Archivar im Hauptstaatsarchiv Hannover. Dort war er zuletzt Abteilungsdirektor. Er bearbeitete landesgeschichtliche Themen und setzte seine in Berlin begonnenen Leibniz-Forschungen fort. In den Jahren 1964 bis 1979 erschienen die Bände 7 bis 10 des von Scheel edierten Leibniz-Briefwechsels.

### Leiter des Staatsarchivs Wolfenbüttel
Im Jahre 1979 wurde Scheel Direktor des Niedersächsischen Staatsarchivs Wolfenbüttel als Nachfolger von Joseph König. Während seines zehnjährigen Direktorats wurde 1988 ein Anbau an den Verwaltungstrakt errichtet, wodurch die Restaurierungswerkstatt und die einziehende EDV neuen Raum erhielten. Seine Veröffentlichungen aus dieser Zeit widmen sich überwiegend der Leibnizforschung. Weitere Arbeitsgebiete waren die hannoversche und zunehmend die braunschweigische Landesgeschichte. Sein Nachfolger als Archivdirektor wurde 1989 der Historiker Horst-Rüdiger Jarck.

### Weitere Aktivitäten
Seit 1966 war Scheel Mitglied der Historischen Kommission für Niedersachsen und Bremen, deren Geschäftsführer er von 1972 bis 1977 war. Er war Mitglied in der Vereinigung für Verfassungsgeschichte. Von 1982 bis 1994 führte er den Vorsitz des Braunschweigischen Geschichtsvereins, zu dessen Ehrenmitglied er 1994 ernannt wurde. Bis 1991 war er zudem Herausgeber des Braunschweigischen Jahrbuchs, „…seit 1902 das wissenschaftliche Organ für die Geschichte des Landes Braunschweig bzw. des Raumes Südostniedersachsen.“ Das Braunschweigische Jahrbuch 2004 wurde ihm zum 80. Geburtstag gewidmet und enthält eine Bibliographie seiner Veröffentlichungen. Gemeinsam mit Horst-Rüdiger Jarck gab er 1996 das zum Standardwerk gewordene Braunschweigische Biographische Lexikon. 19. und 20. Jahrhundert. heraus.
Scheel starb 2011 in Tutzing am Starnberger See. Er war seit 1953 mit der Lehrerin Brigitte, geb. Otto († 2002), verheiratet. Der Sohn Wolfgang Scheel wurde 1959 geboren.

## Schriften (Auswahl)
- Wincheringen. Untersuchungen zu den mittelalterlichen Herrschaftsverhältnissen im Saar-Moselgebiet, Dissertation, Berlin 1952.
- 1771–1971. Zweihundert Jahre Brunnenhaase, Jubiläumsschrift, [Wiesbaden 1971].
- (Bearb.) Gottfried Wilhelm Leibniz: Sämtliche Schriften und Briefe (= Akademie-Ausgabe. Hrsg. von der Deutschen Akademie der Wissenschaften zu Berlin, ab 1975 von der Akademie der Wissenschaften der DDR. Reihe I: Allgemeiner, politischer und historischer Briefwechsel), ab Band 7, 1964 hrsg. vom Leibniz-Archiv der Niedersächsischen Landesbibliothek Hannover, De Gruyter, Berlin.
  - Band 6, 1957 (mit Kurt Müller),
  - Band 7, 1964,
  - Band 8, 1970 (mit Kurt Müller und Georg Gerber),
  - Band 9, 1975,
  - Band 10, 1979 (mit Kurt Müller und Gerda Utermöhlen).
  - Supplementband: Harzbergbau. Reichl, Darmstadt 1991.
- mit Herbert Michaelis und Ernst Schraepler (Hrsg.): Ursachen und Folgen. Vom deutschen Zusammenbruch 1918 und 1945 bis zur staatlichen Neuordnung Deutschlands in der Gegenwart. Band 1–26, 2 Bände Indices, Dokumenten-Verlag Wendler, Berlin 1958–1980.
- mit Horst-Rüdiger Jarck (Hrsg.): Braunschweigisches Biographisches Lexikon. 19. und 20. Jahrhundert. Hahn, Hannover 1996, ISBN 3-7752-5838-8.

Ein ausführliches Schriftenverzeichnis gibt:
Günter Scheel, Sibylle Weitkamp: Verzeichnis der Veröffentlichungen von Günter Scheel. In: Braunschweigisches Jahrbuch für Landesgeschichte. Band 85 (2004), S. 179–188.